# Беларусь (издательство)
Изда́тельство «Белару́сь» — старейшее белорусское книжное издательство, основано в 1921 году в Минске (Белоруссия). В настоящее время выпускает книги различной тематики: по истории, культуре, искусству, краеведению, этнографии и другим темам; в основном, это полноцветные иллюстрированные издания, фотоальбомы. Также в программе имеются научно-популярные, справочные, научные, литературно-художественные, учебные и другие издания. Ежегодный выпуск составляет около 100 наименований общим тиражом около тысячи экземпляров.

## Общие сведения
Издательство «Беларусь» основано по постановлению ЦИК БССР от 18 января 1921 года («О создании Государственного издательства Белоруссии и централизации печатного дела», принятому в январе 1921 года в соответствии с постановлением ЦК КП(б)Б от 29 января 1920 года) как «Государственное издательство БССР» на базе созданного в 1920 году «Белорусского отделения Государственного издательства РСФСР»; с 1963 года называется «Издательство „Беларусь“», с 1980 — «Республиканское ордена Дружбы народов издательство „Беларусь“», с 1997 по 2000 — Государственное предприятие «Издательство „Беларусь“», с 2000 — Республиканское унитарное предприятие «Издательство „Беларусь“». На основе его структурных подразделений были созданы издательства: белор. «Народная асвета» (рус. Народное просвещение) — в 1951 году, белор. «Ураджай» (рус. Урожай) — в 1961, белор. «Мастацкая літаратура» (рус. Художественная литература) — в 1972. В 1980 году издательство «Беларусь» было награждено одной из высших государственных наград того времени — Орденом Дружбы народов.
В 2002 году в состав издательства «Беларусь» вошли государственные издательства «Полымя» и «Ураджай».

## Название издательства
Название издательства изменялось и уточнялось на протяжении всей его истории. Основное переименование и присвоение названия «Беларусь» произошло в 1963 году, а уточнение в соответствии с формой собственности и видом хозяйственной деятельности — неоднократно с конца 1990-х годов.
С 1921 года — рус. Государственное издательство БССР, Госиздат БССР (белор. Дзяржаўнае выдавецтва БССР, Дзяржвыдат БССР).
С 1924 года — рус. Белорусское государственное издательство БССР — Белгосиздат (белор. Беларускае дзяржаўнае выдавецтва БССР — ДВБ).
С 1942 года — издательство ЦК КП(б)Б «Советская Белоруссия»: до 1943 года в Москве, с 1944 года — снова в Минске.
С 1963 года — рус. Издательство «Беларусь» (белор. Выдавецтва «Беларусь»).
С 1980 года — рус. Республиканское ордена Дружбы народов издательство «Беларусь» (белор. Рэспубліканскае ордэна Дружбы народаў выдавецтва «Беларусь»).
С 1997 года — рус. Государственное предприятие «Издательство „Беларусь“» (белор. Дзяржаўнае прадпрыемства «Выдавецтва „Беларусь“»).
С 2000 года — рус. Республиканское унитарное предприятие «Издательство „Беларусь“» (белор. Рэспубліканскае ўнітарнае прадпрыемства «Выдавецтва „Беларусь“»).

## Руководители издательства
- 1948, февраль — 1973, март — Матузов, З. П.
- 1973, 9 марта — 1980, 1 сентября — Антоненко, М. И.
- 1980, 1 сентября — 1989, 10 февраля — Самаль, А. И.
- 1989, 27 января — 1993, 31 мая — Дубовский Валерий Леонидович, директор.
- 1993, 31 мая — 1999, 13 августа — Ковалевский Николай Алексеевич, директор.
- 1999, 13 августа — 2000, 9 марта — Законникова Елена Ивановна, исполняющая обязанности директора.
- 2000, 9 марта — 2002, 15 июля — Законникова Елена Ивановна,- директор.
- 2002, 2 июля — 2004, 12 января — Малашевич Евгений Васильевич, директор.
- 2004, 4 февраля — 2005, 5 июня — Киселёв Георгий Константинович, директор.
- 2005, 1 июля — 2010, 1 января — Столяров Александр Григорьевич, директор.
- 2010, 1 января — 2011, 31 августа — Пинчук Валентина Николаевна, исполняющая обязанности директора.
- 2011, 1 сентября — 2015, 31 августа — Трусевич Анна Григорьевна, директор.

## Предприятия, созданные на основе издательства «Беларусь»
На основе структурных подразделений издательства «Беларусь» были созданы издательские предприятия:
1951 — издательство белор. «Народная асвета» (рус. Народное просвещение),
1961 — издательство белор. «Ураджай» (рус. Урожай),
1972 — издательство белор. «Мастацкая літаратура» (рус. Художественная литература),
1991 — журнал «Дело».

## Награды
Деятельность издательства по выпуску книг была неоднократно отмечена правительственными грамотами, дипломами конкурсов искусства книги и др. В 1980 году издательство «Беларусь» было награждено одной из высших государственных наград того времени — орденом Дружбы народов.
1967
- Почётная грамота Верховного Совета БССР (за заслуги в развитии книгоиздательского дела и полиграфии)[6].

1971
- Почётная грамота Верховного Совета БССР (за заслуги в развитии книгоиздательского дела и полиграфии и в связи с 50-летием со дня образования издательства)[7].

1972
- Юбилейная Почётная грамота ЦК КПБ, Президиума Верховного Совета БССР, Совета Министров БССР и Белорусского республиканского совета профсоюзов (за высокие показатели в социалистическом соревновании в честь 50-летия образования СССР).

1975
- Переходящее Красное знамя, Диплом ЦК КПБ, Совета Министров БССР, Белсовпрофа и ЦК ЛКСМБ (за успехи в социалистическом соревновании по итогам 1974 года).

1980
- Орден Дружбы народов (за плодотворную работу по коммунистическому воспитанию трудящихся и мобилизации их на выполнение задач хозяйственного и культурного строительства)[8].

1988
- Диплом 2 степени Совета Выставки достижений народного хозяйства БССР (за книгу «70 лет КПБ» и фотоальбом «Минск вчера и сегодня»).

1990
- Диплом 3 степени Всесоюзного конкурса искусства книги (за книгу «В разных землях и странах»).

1995
- Дипломы 1 степени XXXV Республиканского конкурса «Искусство книги — 1995» (за книгу белор. «Веткаўскі музей народнай творчасці» = рус. «Ветковский музей народного творчества»; книгу «Беларусь»).
- Дипломы 3 степени XXXV Республиканского конкурса «Искусство книги — 1995» (за книгу стихов для детей «Поры года»; поздравительные открытки; настенные календари).

1997
- Диплом 1 степени XXXVII Республиканского конкурса «Искусство книги — 1997» (за книгу белор. «Гісторыя мастацтваў» = рус. «История искусств»).
- Диплом 3 степени XXXVII Республиканского конкурса «Искусство книги — 1997» (за книгу «Античный мир в терминах и названиях»).

2003
- Дипломы 3 степени XLIII Республиканского конкурса «Искусство книги — 2003» (за книги белор. «Повязь часоў — беларускі рушнік» = рус. «Связь времён — белорусский рушник»; белор. «Мінск незнаёмы. 1920—1940» = рус. «Минск незнакомый. 1920—1940»; белор. «Мірскі замак» = рус. «Мирский замок»).

2004
- Диплом 2 степени Международного конкурса государств-участников Содружества Независимых Государств в номинации «Облик» (за книгу белор. «Пад небам Беларусі» = рус. «Под небом Беларуси»).
- Специальный диплом XLIV Республиканского конкурса «Искусство книги — 2004» в номинации «Лучший фотоальбом» (за книгу белор. «Пад небам Беларусі» = рус. «Под небом Беларуси»).
- Диплом 1 степени XLIV Республиканского конкурса «Искусство книги — 2004» (за книгу белор. «Пад небам Беларусі» = рус. «Под небом Беларуси»).
- Диплом 3 степени XLIV Республиканского конкурса «Искусство книги — 2004» (за книгу белор. «Прыпяць. Жывая вада Палесся» = рус. «Припять. Живая вода Полесья»).

2005
- Диплом 3 степени Международного конкурса государств-участников Содружества Независимых Государств в номинации «Содружество» (за книгу «Полоцк»).
- Специальный диплом XLV Республиканского конкурса «Искусство книги — 2005» в номинации «Лучшее издание изобразительного искусства» (за книгу белор. «Нацыянальны мастацкі музей Рэспублікі Беларусь» = рус. «Национальный художественный музей Республики Беларусь»).
- Диплом 1 степени XLV Республиканского конкурса «Искусство книги — 2005» (за книгу белор. «Нацыянальны мастацкі музей Рэспублікі Беларусь» = рус. «Национальный художественный музей Республики Беларусь»).

2006
- Специальный диплом XLVI Республиканского конкурса «Искусство книги — 2006» в номинации «Лучшее научно-популярное издание» (за книгу белор. «Мастацкія скарбы Беларусі» = рус. «Художественные сокровища Беларуси»).

2007
- Диплом 3 степени Международного конкурса государств-участников Содружества Независимых Государств в номинации «Мои университеты» (за книгу «Мужской костюм в Беларуси»).
- Диплом победителя «Золотой фолиант» XLVII Национального конкурса «Искусство книги — 2007» в номинации «Лучшее издание по изобразительному искусству» (за книгу белор. «Наполеон Орда. З фондаў Нацыянальнай бібліятэкі Беларусі» = рус. «Наполеон Орда. Из фондов Национальной библиотеки Беларуси»[9]).
- Дипломы 2 степени XLVII Национального конкурса «Искусство книги — 2007»: в номинации «Лучшее научно-популярное издание» (за книгу белор. «Мінск. Гістарычны партрэт горада. 1953—1959» = рус. «Минск. Исторический портрет города. 1953—1959»[10]); в номинации «Лучшее массово-политическое издание» (за книгу белор. «Канстытуцыя Рэспублікі Беларусь» = рус. «Конституция Республики Беларусь»); в номинации «Лучший фотоальбом» (за книгу «Ю. М. Пэн»); в номинации «Лучшее издание по изобразительному искусству» (за книгу белор. «Гісторыя беларускага мастацтва» = рус. «История белорусского искусства»).

2008
- Диплом победителя «Золотой фолиант» XLVIII Национального конкурса «Искусство книги — 2008»: в номинации «Лучшее духовно-просветительское издание» (за книгу «Сакральная живопись Беларуси 15—18 веков»[11]); в номинации «Лучшее научное издание» (за книги белор. «Мужчынскі касцюм на Беларусі» = рус. «Мужской костюм в Беларуси» и белор. «Жаночы касцюм на Беларусі» = рус. «Женский костюм в Беларуси» серии «Культурные сокровища Беларуси»).
- Дипломы 1 степени XLVIII Национального конкурса «Искусство книги — 2008»: в номинации «Лучшее научно-популярное издание» (за книгу белор. «Вінцент Дунін-Марцінкевіч» = рус. «Винцент Дунин-Марцинкевич»); в номинации «Лучшее справочное издание» (за книгу белор. «Мастацтва кнігі Беларусі» = рус. «Искусство книги Беларуси»[12]); в номинации «Лучшее издание по изобразительному искусству» (за книгу белор. «Гісторыя беларускага мастацтва» = рус. «История белорусского искусства»); в номинации «Лучшее заказное издание» (за книгу «Хроника мужества. Пожарным-спасателям посвящается»); в номинации «Лучшее массово-политическое издание» (за книгу «Вооружённые силы Республики Беларусь. 90 лет на страже Отечества»).
- Дипломы 2 степени XLVIII Национального конкурса «Искусство книги — 2008»: в номинации «Лучшее духовно-просветительское издание» (за книгу белор. «Святая Еўфрасіння» = рус. «Святая Евфросиния»); в номинации «Лучшее справочное издание» (за книгу белор. «Гомельскі палаца-парковы ансамбль» = рус. «Гомельский дворцово-парковый ансамбль»[13]).
- Диплом 3 степени XLVIII Национального конкурса «Искусство книги — 2008» в номинации «Лучший фотоальбом» (за книгу белор. «Краявіды Лідчыны» = рус. «Достопримечательности Лидского края»).

2009
- Диплом победителя «Золотой фолиант» XLIX Национального конкурса «Искусство книги — 2009»: в номинации «Сокровища Родины» (за книгу белор. «Белавежскае дзіва» = рус. «Беловежское диво»[14]); в номинации «Лучшее литературно-художественное издание» (за книгу белор. «Дзікае паляванне караля Стаха» = рус. «Дикая охота короля Стаха»).

2010
- Диплом победителя «Золотой фолиант» 50 Национального конкурса «Искусство книги — 2010» в номинации «Лучшее научно-популярное издание» (за книгу «Царские охоты в Беловежской пуще. Страницы истории»).

2011
- Благодарность Министра информации Республики Беларусь (за значительный вклад в развитие национальной культуры, плодотворный труд на ниве белорусского книгоиздания и в связи с 90-летием со дня основания).
- Грамота Министерства культуры Республики Беларусь (за значительный вклад в развитие и поддержку культуры Беларуси и в связи с 90-летием со дня основания).
- Почётная грамота Президиума Минского городского комитета Белорусского профсоюза работников культуры (за большой вклад в развитие издательской деятельности, надёжное социальное партнёрство, поддержку профсоюзного движения и в связи с 90-летием со дня основания)[15].

2012
- Диплом 1 степени 51 Национального конкурса «Искусство книги — 2012» в номинации «Эврика» (за книгу белор. «Побыт феадалаў Вялікага Княства Літоўскага ў 15 — сярэдзіне 17 стагоддзя» = рус. «Быт феодалов Великого Княжества Литовского в 15 — середине 17 веков»[16]).
- Диплом 2 степени 51 Национального конкурса «Искусство книги — 2012»: в номинации «Золотые скрижали» (за книгу белор. «Міфалогія беларусаў» = рус. «Мифология белорусов»); в номинации «Арт-книга» (за книгу белор. «Гісторыя сусветнага мастацтва» = рус. «История всемирного искусства»).

2013
- Дипломы 2 степени «Золотой фолиант» 52 Национального конкурса «Искусство книги — 2013»: в номинации «Лит-формат» (за сборник прозы и поэзии белор. «Званы юнацтва» = рус. «Колокола юности»[17]); в номинации «За вклад в сохранение духовного наследия» (за книгу белор. «Помнікі мастацкай культуры Беларусі» = рус. «Памятники художественной культуры Беларуси»[18]); в номинации «Фотовзгляд» (за книгу белор. «Беларусь. Зямля песняроў» = рус. «Беларусь. Земля песняров»[19]).

2014
- Дипломы победителя 53 Национального конкурса «Искусство книги — 2014»: в номинации «Фотовзгляд» (за книгу рус. «Минск. Сердце Беларуси» = белор. «Мінск. Сэрца Беларусі» = англ. «Minsk. The heart of Belarus»[20]); в номинации «За вклад в сохранение духовного наследия» (за книгу белор. «Слуцкія паясы: адраджэнне традыцый» = рус. «Слуцкие пояса. Возрождение традиций»[21]).
- Дипломы 2 степени 53 Национального конкурса «Искусство книги — 2014»: в номинации «Фотовзгляд» (за книгу «Беларусь. Belarus»[22]); в номинации «Эврика» (за книгу «Беларусь в годы Первой мировой войны»); в номинации «Духовность» (за книги серии «Беларуская гісторыя» — белор. «Таямніцы беларускіх абярёгаў» = рус. «Тайны белорусских оберегов»[23], белор. «Князі Слуцкія» = рус. «Князья Слуцкие»[24]; белор. «Сармацкая культура беларускай шляхты ў ХУІ—ХУІІІ стст.» = рус. «Сарматская культура белорусской шляхты в XVI—XVIII вв.»[25]).
- Диплом 2 степени ХІ Международного конкурса государств-участников Содружества независимых государств: в номинации «Победа» (за книгу белор. «Беларусь ў гады Вялікай Айчыннай вайны. 1941—1945» = рус. «Беларусь в годы Великой Отечественной войны. 1941—1945»[26]).
- Диплом 3 степени ІХ Международной книжной выставки-ярмарки «Книга — путь сотрудничества и прогресса»: в номинации «Художественное издание» (за книгу белор. «Слуцкія паясы: адраджэнне традыцый» = рус. «Слуцкие пояса. Возрождение традиций»[21]).

2015
- Диплом 1 степени 54 Национального конкурса «Искусство книги — 2015»: в номинации «Эврика» (за книгу «Радзивиллы. Несвиж. Замок»[27]).
- Дипломы 2 степени 53 Национального конкурса «Искусство книги — 2014»: в номинации «Фотовзгляд» (за книгу белор. «Гарады Беларусі на старых паштоўках» = англ. «Towns of Belarus on old-time postcards»[28]); в номинации «Арт-книга» (за книгу «Белорусский советский плакат»[29]); в номинации «Золотые скрижали» (за книгу «Старинные усадьбы Гродненщины»[30]).

## История

### Деятельность издательства с1921по1975 год
Государственное издательство «Беларусь» основано 18 января 1921 года как Государственное издательство БССР (Госиздат БССР) (бел. Дзяржаўнае выдавецтва БССР — Дзяржвыдат БССР) на базе созданного в 1920 году Белорусского отделения Государственного издательства РСФСР, которому кроме подготовки собственных изданий были поручены регулирование всей издательской деятельности в Белоруссии, учёт и распределение бумаги, распространение печатных произведений. С 1922 года издательство входило в состав Государственного треста издательского дела и полиграфической промышленности Беларуси (Белтрестпечать) (бел. Белтрэстдрук). В 1924 году на базе Белтрестпечати и кооперативного издательства «Советская Белоруссия» было создано Белорусское государственного издательство БССР (Белгосиздат) (бел. Беларускае дзяржаўнае выдавецтва БССР — ДВБ)). В годы Великой Отечественной войны с 1942 года издательство действовало в Москве, до 1943 года как издательство ЦК КП(б)Б «Советская Белоруссия», с 1944 года — снова в Минске.
В первые годы существования издательство выпускало и книжные и периодические издания. Тематика книжных изданий была разнообразна и включала общественно-политическую, художественно-публицистическую, краеведческую, производственно-техническую, медицинскую, искусствоведческую литературу, до 1951 года — научно-педагогическую, до 1961 — сельскохозяйственную, до 1972 — художественную взрослую и детскую литературу, критические и литературоведческие произведения. После создания на его основе издательств «Народная асвета» (рус. Народное просвещение) — в 1951 году, «Ураджай» (рус. Урожай) — в 1961, «Мастацкая літаратура» (рус. Художественная литература) — в 1972 выпуск учебных, сельскохозяйственных, художественных изданий прекратился.
Деятельность издательства с момента основания в 1921 году до 1975 года отражена в справке-характеристике от 29 апреля 1976 года, подготовленной Государственным архивом БССР (текст справки приводится ниже).

СПРАВКА-ХАРАКТЕРИСТИКА
издательства «Беларусь»
Государственного Комитета Совета Министров БССР
по делам издательства, полиграфии и книжной торговли
Издательство «Беларусь» (до 1963 года Госиздат БССР) было создано 18 января 1921 года (по постановлению ЦИК БССР «О создании Государственного издательства Белоруссии и централизации печатного дела», принятому в январе 1921 года в соответствии с постановлением ЦК КП(б)Б от 29 января 1920 года). Оно являлось началом быстрого развития белорусского книгопечатания, играло большую роль в развитии народного образования, подготовке массовых кадров национальной интеллигенции, развитии белорусской литературы и искусства, во всем культурном строительстве республики.
Книги, брошюры, листовки, плакаты, выпускаемые издательством, в популярной форме несли рабочим и крестьянам идеи марксизма-ленинизма, пролетарского интернационализма, разъясняли очередные задачи советской власти. Белорусский читатель получил возможность читать на родном языке произведения В. И. Ленина, которые выходили большими тиражами в серии «Ленинская библиотека».
До Великой Отечественной войны было издано около 225 книг В. И. Ленина, общий тираж их составил более 2 миллионов экземпляров.
Огромную работу вело издательство по переводу и выпуску на белорусском языке произведений К. Маркса, Ф. Энгельса, а также крупнейших ученых и писателей мира, выдающихся русских, пролетарских писателей, многих писателей братских народов СССР.
Небывалую возможность издания своих произведений получил быстро растущий отряд писателей Белоруссии. С каждым годом возрастало издание трудов белорусских ученых, партийных, советских, профсоюзных и комсомольских работников, специалистов и новаторов производства.
В годы Великой Отечественной войны издательство продолжало свою деятельность в Москве. Переименованное в издательство ЦК КП(б)Б «Советская Белоруссия», оно выпускало массовыми тиражами книги, брошюры, журналы, листовки, плакаты, рассказывающие о героических подвигах воинов-белорусов, всенародной партизанской борьбе, призывала к усилению ударов по фашистским захватчикам.
По возвращении в Минск в октябре 1944 года издательство под названием «Госиздат БССР» развернуло работу по увеличению выпуска книжной и другой печатной продукции (до 1955 года выпускало в свет и журналы).
В 1951 году на базе редакции учебно-педагогической литературы было создано самостоятельное издательство — «Народная асвета». В 1962 году на базе редакции сельскохозяйственной литературы издательства создано издательство «Урожай». В 1972 году на базе редакций художественной, детской литературы создано издательство «Мастацкая літаратура». Но и после этого издательство «Беларусь» осталось многопрофильным. Кроме существовавших ранее редакций общественно-политической, массово-политической, производственно-технической и справочной, медицинской и физкультурно-спортивной, музыкальной литературы и изопродукции были созданы редакции мемуарной и военно-патриотической литературы, литературы по советскому строительству и праву, фотоизданий.
Особое внимание уделяется изданию произведений классиков марксизма-ленинизма, материалов партийных съездов и Пленумов ЦК КПСС, важнейших правительственных документов, монографий и исследований по истории компартии Белоруссии, книг и брошюр по истории и практике коммунистического строительства.
В 1974 году завершен выпуск на белорусском языке четвёртого 45-томного издания сочинений В. И. Ленина. Изданы на белорусском языке четыре тома Л. И. Брежнева «Ленинским курсом» и сборника его речей и статей, материалы XXIV и XXV съездов КПСС.
За послевоенный период (1946—1975 годы) издано 11265 названий тиражом 207 миллионов экземпляров. В 1967 году за заслуги в развитии книгоиздательского дела и полиграфии, успешное выполнение государственных планов и в 1971 году за достигнутые успехи в выпуске литературы и в связи с 50-летием со дня образования издательство «Беларусь» награждалось Почетными грамотами Верховного Совета БССР.
Значительных успехов в выпуске всех видов литературы издательство добилось в девятой пятилетке. Пятилетний план был выполнен досрочно, в сентябре 1975 года. За пятилетия издательство выпустило в свет 2765 названий книжной и некнижной продукции тиражом 58300 тысяч экземпляров. За высокие показатели в социалистическом соревновании в честь 50-летия образования СССР издательство награждено юбилейной Почетной грамотой ЦК КПБ, Президиума Верховного Совета БССР, Совета Министров БССР и Белорусского республиканского совета профсоюзов.
За достигнутые успехи в социалистическом соревновании по итогам 1974 года издательству были присуждены переходящее Красное Знамя, Диплом ЦК КПБ, Совета Министров БССР, Белсовпрофа и ЦК ЛКСМБ, 11 раз в течение пятилетия издательству «Беларусь» присуждались призовые места во всесоюзном и республиканском социалистическом соревновании работников издательств, полиграфии и книжной торговли. Серия книг «Союзные республики», многие книги и альбомы удостоены наград ВДНХ СССР, дипломов разных степеней на республиканских и всесоюзных выставках и конкурсах, а альбом «Хатынь» был отмечен на Международной выставке «Книга — 1975» в Москве.
В настоящее время коллектив издательства «Беларусь» совершенствует свою деятельность, напряженно трудится над подготовкой и выпуском литературы, пропагандирующей решения XXV съезда КПСС, способствующих успешному решению стоящих хозяйственно-политических и идейно-воспитательных задач.
29 апреля 1976 года

### Список книг, выпущенных в 1921—1941 годы
Список книг, выпущенных издательством в первые двадцать лет, с 1921 по 1941 год, представлен в подготовленной в 1990 году Государственной книжной палатой БССР библиографической справке «Кнігі, брашуры, фотаальбомы, выдадзеныя выдавецтвам „Беларусь“ за 1921—1941 гады» (рус. «Книги, брошюры, фотоальбомы, выпущенные издательством „Беларусь“ за 1921—1941 годы»). Библиографический список подготовлен на основе данных государственного библиографического указателя «Летапіс друку БССР» (рус. «Летопись печати БССР»), каталогов и материалов Архива печати Государственной книжной палаты БССР. В списке представлены книги, брошюры, фотоальбомы с количеством страниц более 10, кроме продукции изобразительного искусства (плакатов, буклетов, открыток и т. д.), некоторых официальных материалов (законов, которые печатались в переводе с русского языка), инструктивно-методических писем Наркамасветы (сокр. от Народны камісарыят асветы) (рус. Наркомпрос — Народный комиссариат просвещения), памяток, инструкций. Материал представлен в хронологическом порядке по годам выпуска. В пределах года библиографические записи приводятся в алфавитном порядке по названия и автору, сначала на белорусском языке, потом на русском и других языках (еврейском, литовском, польском). В отдельные разделы выделены учебники для школы и художественная литература, в которых применяется сводное описание. Вступительная статья «Ад складальніка» (рус. «От составителя») к библиографической справке написана заведующей сектора каталогов и картотек отдела централизованной каталогизации и каталогов Н. А. Петрович. (Текст статьи приводится ниже на белорусском языке, с сохранением орфографии и пунктуации оригинала.)

Дзяржаўная кніжная палата БССР
КНІГІ, БРАШУРЫ, ФОТААЛЬБОМЫ,
выдадзеныя выдавецтвам «Беларусь»
за 1921—1941 гады
Мінск
1990
Ад складальніка
Бібліяграфічны спіс кніг "Кнігі, брашуры, фотаальбомы, якія выдадзены выдавецтвам «Беларусь» за 1921—1941 гады, падрыхтаваны на аснове звестак, уключаных у дзяржаўны бібліяграфічны паказальнік «Летапіс друку БССР», каталогаў і матэрыялаў Архіва друку Дзяржаўнай кніжнай палаты БССР.
У спісу адлюстраваны кнігі, брашуры, фотаальбомы з колькасцю старонак звыш 10, акрамя прадукцыі выяўленчага мастацтва (плакаты, буклеты, паштоўкі і г. д.).
Па узгодненасці з выдавецтвам не уключаны выбарачна некаторыя афіцыйныя матэрыялы (законы, якія друкаваліся ў перакладзе з рускай мовы), інструкцыйна-метадычныя лісты і пісьмы Наркамасветы, памяткі, інструкцыі.
Бібліяграфічнае апісанне бібліяграфічных запісаў ажыццёўлена ў адпаведнасці з ДАСТ 7.1-84 «Библиографическое описание документа. Общие требования и правила составления» (М., 1984) з некаторымі адступленнямі, прынятымі для спіса: не указваецца калектыўны аўтар, памер кнігі, назва выдавецтва, цана кнігі і дадаткі.
Апісанне кніг, якія выдадзены на беларускай і рускай мовах, складзена на мове арыгінала. Апісанне кніг, якія выдадзены на іншых мовах (польскай, літоўскай, яўрэйскай), ажыццёўлена ў перакладзе на беларускую мову з указаннем мовы, з якой зроблены пераклад (яўр., літоус., польская). Пры складанні апісання захавана арфаграфія арыгінала.
Пры апісанні прымяняюцца скарачэнні слоў у адпаведнасці з ДАСТ 7.12-77 (СТ СЭВ 2012-79) «Сокращения русских слов и словосочетаний в библиографическом описании» (М., 1982) і РСТ БССР 843-86 «Скарачэнне беларускіх слоў і словазлучэнняў у бібліяграфічным апісанні» (Мн., 1987).
Размяшчэнне матэрыялу ажыццёўлена ў храналагічным парадку па гадах выдыння. У межах года бібліяграфічныя запісы прыводзяцца ў алфавіце назваў і аўтараў, спачатку рад на беларускай мове, потым на рускай і іншых мовах. У асобныя раздзелы выдзелены падручнікі для школы, мастацкая літаратура. У раздзеле «Мастацкая літаратура» і «Падручнікі» прымяняецца зводнае апісанне. У раздзеле «Мастацкая літаратура» звесткі аб выданнях любога аўтара прыводзяцца ў адным аўтарскім комплексе: на сапраўднае прозвішча ці на псеўданім, пад якім выходзілі творы.
Загадчыца сектара каталогаў і картатэк аддзела цэнтралізаванай каталагізацыі і каталогаў

Пятровіч Н. А.

### Деятельность издательства с 1971 по 1990 год
Сведения о деятельности издательства за 1971—1990 годы содержатся в исторической справке объединённого архива Министерства информации Республики Беларусь от 14 октября 1993 года (фонд № 238; справка подготовлена заведующей объединённым архивом Т. Мурашкиной).
В этот период структура издательства неоднократно менялась: создавались, реорганизовывались и упразднялись тематические редакции, другие подразделения.
Тематика выпускаемой литературы расширялась и дополнялась; выпускались общественно-политическая, массово-политическая, мемуарная литература по коммунистической и военно-патриотической тематике, научная, производственно-техническая, справочная и популярная литература по экономике, планированию и организации народного хозяйства, философии, праву, изобразительному искусству, медицине, здравоохранению, физической культуре и спорту, политические плакаты, художественные альбомы, открытки, календари, репродукции произведения изобразительного искусства, музыкальная литература и произведения песенного искусства.

### Деятельность издательства2011—2015
В настоящее время главная тема издательской программы — Республика Беларусь.
Основные тематические направления: культура, искусство, история, природа, этнография, краеведение, музыка и др.
Основные виды изданий: фотоальбомы, иллюстрированные научно-популярные, учебные и литературно-художественные издания, плакаты, открытки и др. Также выпускаются издания для досуга, медицинская литература.
Авторы издательства: известные учёные, писатели, деятели науки и культуры, художники, музейные работники, журналисты, фотографы, специалисты в различных отраслях знаний. Среди них Г. Авласенко, В. Белявина, Л. Богданова, Ю. Бохан, А. Величко, Н. Высоцкая, Т. Джумантаева, А. Дрибас, А. Клещук, Б. Лазука, А. Лосминский, Г. Марчук, Г. Мацур, Т. Мдивани, Г. Пашков, В. Прокопцов, И. Саверченко, Е. Сахута, В. Свентоховский, С. Тарасов, В. Телеш, А. Федорук, В. Чаропка, О. Чернышев и многие другие.

### Наиболее значимые книжные проекты2012—2015
белор. Гарады Беларусі на старых паштоўках = англ. Towns of Belarus on old-time postcards
Показаны старые почтовые открытки с видами белорусских городов конца ХІХ — начала XX в.
Белорусский советский плакат
Если сегодня просмотреть плакаты советского периода, покажется, будто листаешь художественную летопись. появившись в годы пролетарской революции, советский плакат звал на борьбу за свободу и справедливость. В годы войны плакат был оружием, и его, как оружие, берегли. В мирное время основной темой стали борьба за мир, за дружбу народов, выполнение намеченных партией планов. Перестроечный плакат призывал к отказу от всего старого и к разрушению норм и устоев советской эпохи. Не было ни одного крупного события в жизни страны, на которое не отозвался бы плакат. В книге дается анализ развития плаката Беларуси XX в., представлены оригинальные печатные и авторские плакаты.
Радзивиллы. Несвиж. Замок
Представляет дворцово-парковый ансамбль в Несвиже — прекрасное произведение отечественного зодчества, воплощение культурного богатства Беларуси. Этот памятник архитектуры XVI в., включенный в Список всемирного наследия ЮНЕСКО, неразрывно связан с родом Радзивиллов, которые были владельцами огромных территорий, замков в Беларуси, Литве, Украине, Польше, России, Италии, Франции, Германии, занимали самые высокие должности в Речи Посполитой, были связаны тесными узами со многими дворами королей, царей, императоров, римских пап.
белор. Слуцкія паясы: адраджэнне традыцый = рус. Слуцкие пояса. Возрождение традиций
Посвящено слуцкому поясу, яркому и своеобразному явлению белорусской материальной культуры второй половины XVIII — начала XIX в. Слуцкий пояс — элемент костюма зажиточного мужского населения Великого Княжества Литовского. Рассматриваются история возникновения и развития слуцкой персиярни, формирование и особенности тканого пояса.
Беларусь в годы Первой мировой войны.
Описаны боевые действия в годы Первой мировой войны 1914—1918 гг., применение различного оружия, в том числе химического, медицинская помощь, положение местного населения на оккупированных территориях, беженство и др. Представлены многочисленные уникальные фотографии.
Серия «Беларуская гісторыя»: белор. Таямніцы беларускіх абярэгаў = рус. Тайны белорусских оберегов, белор. Князі Слуцкія = рус. Князья Слуцкие; белор. Сармацкая культура беларускай шляхты ў ХУІ—ХУІІІ стст. = рус. Сарматская культура белорусской шляхты в XVI—XVIII веках).
Представляет различные аспекты белорусской истории.
Беларусь. Belarus
Показаны история, культура, природа, архитектура Беларуси: Центральная Беларусь, Поозерье, Подвинье, Понёманье, Полесье, Поднепровь. Текст написан известным историком С. Тарасовым, фотографии А. Дрибаса, А. Клещука, А. Лосминского, И. Супронёнка и других.
Минск. Сердце Беларуси
Представлена белорусская столица — её архитектура, культура, религиозная жизнь, спорт, туристические объекты и инфраструктура, места отдыха, промышленность и т. д.
белор. Помнікі мастацкай культуры Беларусі = рус. Памятники художественной культуры Беларуси
Посвящено художественному и этнографическому наследию белорусского народа от древности до наших дней. Представлены археологические находки, старопечатные издания, книжная графика, скульптура, иконопись, слуцкие пояса, художественные ткани, резьба, изделия из металла, народные костюмы, керамика, народные музыкальные инструменты, орудия труда, домашняя утварь, изделия из соломки и др.
белор. Славутыя мастакі з Беларусі (серыя) = рус. Известные художники из Беларуси (серия)
белор. Іван Хруцкі = рус. Иван Хруцкий, белор. Вітольд Бялыніцкі-Біруля = рус. Витольд Белыницкий-Бируля, белор. Язэп Драздовіч = рус. Яэеп Дроздович, белор. Валенцій Ваньковіч = рус. Валентий Ванькович, белор. Станіслаў Жукоўскі = рус. Станислав Жуковский, белор. Віталь Цвірка = рус. Виталий Цвирко, белор. Павел Масленікаў = рус. Павел Маслеников, белор. Аркадзь Астаповіч = рус. Аркадий Астапович, белор. Міхаіл Савіцкі = рус. Михаил Савицкий, белор. Якаў Кругер = рус. Яков Кругер, белор. Арлен Кашкурэвіч = рус. Арлен Кашкуревич, белор. Леў Альпяровіч = рус. Лев Альперович, белор. Апалінар Гараўскі = рус. Аполлинарий Горавский и др.
http://izdatelstvo.by/knigi/detskie-izdaniya/
В серию входят книги о художниках — выходцах из Беларуси, произведения которых представлены как в постоянной экспозиции Национального художественного музея , так и в других музеях мира. Популяризирует национальную культуру, искусство и историю. Рассказывается о жизни и творческом пути художников, представлены их произведения.